# Villers-sur-le-Roule
Villers-sur-le-Roule är en kommun i departementet Eure i regionen Normandie i norra Frankrike. Kommunen ligger i kantonen Gaillon-Campagne som tillhör arrondissementet Les Andelys. År 2022 hade Villers-sur-le-Roule 841 invånare.

## Befolkningsutveckling
Antalet invånare i kommunen Villers-sur-le-Roule
Referens:INSEE